# Cada día (álbum)
Cada día es el segundo álbum de estudio del cantante venezolano Ricardo Montaner sacado solo en el mercado de su país Venezuela y, a pesar de tener poca repercusión dentro del público, fue el comienzo de su carrera. Sonaron radialmente las canciones «Cada Día», «Cuando Tu Quieras» y «Vuelve Conmigo» con mucha fuerza y difusión en la ciudad de Maracaibo, estado Zulia. Venezuela. Vuelve Conmigo fue usada en la campaña publicitaria de Coca Cola en Maracaibo

## Listado de canciones
1. Cada día (3:44)
2. Cuando tú quieras (3:50)
3. Vuelve conmigo (4:17)
4. Lloras (4:56)
5. Más que amiga (3:26)
6. Don Pedro Pinto (5:14)
7. Abuelita (4:48)
8. Como Flor (3:01)

- Datos: Q5738847